# Синагога (Озаринці)
Синагога — юдейська культова споруда, розташована в українському місті Озаринці, в Могилів-Подільському районі Вінницької області. Станом на 2019 — занедбана та майже цілковито зруйнована. Датована початком 19 ст (1775—1825).

## Опис
Данило Михайлович Щербаківський наводить опис синагоги: «Синагога з кольонадою цегляна; кольони масивні; збудована 621 року (1860? року). Дата написана вгорі над урен-койдешом, як звичайно шифрована — в цьому разі у фразі „коли прийде Месія“. Стеля синагоги з восьмигранним куполом. В центрі купола навколо гака, що тримає панікаділо, намальовано чотири зайці — що можливо символізують біг часу. На моє запитання у старих євреїв, що показували мені синагогу, про значення цих зайців й інших виображень, вони казали лише що це — „так собі“, очевидно ними забута символіка єврейська стара, вони могли лише відповісти, що знакі зодіака це — місяці. Взагалі, маємо в розписі цій типові для розписі стелі синагоги знаки зодіака з добавкою квітів й ще декількох виображень — левіафана й інших.
Цікаво одмітити, що журавлі й журавель з змієм в дзьобі — ті сюжети, що їх Широцький приводить як зразки розписі української хати. Горизонтальна частина стелі, на яку спирається купол розписана квітами в пасочки безконечником, а в чотирьох кутах стелі намальовані музичні інструменти: 1) контрабас й 2 труби; 2) 3 ліри, 2 труби, скрипка, дві тарілки; 3) бубни, дві скрипки; 4) цимбали, труба, дві флейти.
Манера малювання вьялувата, видно невеликого майстра, інтересна заміна „дєви“ — двома руками з відрами. Умед гарної різьби — грифони, птахи, намальовані в різні фарби; чотири кольонки. Біма дерев'яна проста, але інтересна своїми перилами на східцях й лавочкою навколо — просто дотепно й дуже витримано зробленими. Подібна різьба на східцях — перилах уренкойдеша 1860 р. Зроблені хори з ходом з середини синагоги.
Окрім головної синагоги оглядали ще й невеличку школу, т. зв. „школу рабина“ — в архітектурному відношенні нічого особливого не уявляє.»